# Burnatia enneandra
Burnatia enneandri é uma espécie botânica da família Alismataceae. É a única espécie atualmente reconhecida no género Burnatia.

## Sinonímia

### Género
- Rautanenia Buchenau

### Espécie
- Alisma enneandrum Hochst. ex Micheli
- Burnatia alismatoides Peter
- Burnatia alismatoides var. elliptica Peter
- Burnatia enneandra var. linearis Peter
- Burnatia oblonga Peter
- Echinodorus schinzii Buchenau
- Rautanenia schinzii (Buchenau) Buchenau